# Parlamento della Galizia
Il Parlamento della Galizia (in spagnolo e in galiziano: Parlamento de Galicia) è l'istituzione che rappresenta il popolo galiziano dopo la transizione democratica in Spagna, le prime elezioni si sono svolte nel 1981. Il parlamento, organo depositario del potere legislativo della comunità autonoma della Galizia, è composto da 75 deputati eletti a suffragio universale diretto, che rappresentano le quattro province La Coruña, Lugo, Ourense e Pontevedra. Il Parlamento si trova nel palazzo di Santiago de Compostela.
Per l’XI legislatura, il Presidente del Parlamento è Miguel Ángel Santalices.

## Storia
Come i parlamenti dei Paesi Baschi, della Catalogna e dell'Andalusia, il Parlamento della Galizia è costituito dopo le prime elezioni autonome, tenutesi nel 1981, dalla stesura dello Statuto di autonomia secondo la procedura stabilite all'articolo 151.2 della Costituzione, dai membri delle Cortes Generales eletti nelle corrispondenti province nella prima legislatura della monarchia, presieduta da Adolfo Suárez.
La prima sessione costitutiva del parlamento galiziano ebbe luogo il 19 dicembre 1981 (I legislatura) presso il Palazzo Gelmírez, dopo che si tennero le prime elezioni autonome nella sua storia, il 20 ottobre 1981.
In precedenza, il 18 maggio 1981, lo Statuto di autonomia della Galizia era entrato in vigore e fu approvato nel referendum tenutosi il 21 dicembre 1980.

## Funzioni
Le principali funzioni del parlamento galiziano sono:
- Esercitare il potere legislativo della Galizia.
- Controllare l'azione esecutiva della Giunta della Galizia.
- Approvare i budget.
- Eleggere il presidente della Giunta della Galizia tra i suoi membri.
- Ritenere responsabile la Giunta della Galizia e il suo presidente.
- Presentare proposte di legge al Tavolo del Congresso dei Deputati.
- Comparire dinanzi al Tribunale costituzionale nei termini previsti dalle leggi.

## Sede
Il Parlamento della Galizia ha sede nel Pazo do Hórreo, a Santiago de Compostela, dal 1989. In precedenza aveva occupato due sedi provvisorie (i palazzi Gelmírez e Fonseca, entrambi a Santiago). L'edificio fu costruito all'inizio del XX secolo per ospitare una scuola di veterinaria.
Il Pazo do Hórreo dispone di tutte le risorse necessarie affinché i deputati possano svolgere il proprio lavoro: sala plenaria, sale delle commissioni, sale stampa e altre unità ad uso multiuso, sia per riunioni interne che per attività pubbliche e incontri con gruppi. Un'attrezzatura tecnologica completa consente di offrire dal vivo, attraverso il web, le sessioni plenarie e le commissioni.
Il Parlamento ospita anche una variegata e preziosa collezione d'arte, pittura e scultura galiziane contemporanee e ha una grande biblioteca.

## Presidenti
| Legislatura | Titolare                   | Partito                               | Partito | Elezione                              | Inizio           | Fine             |
| ----------- | -------------------------- | ------------------------------------- | ------- | ------------------------------------- | ---------------- | ---------------- |
| I           | Antonio Rosón Pérez        |                                       | AP      | 1º turno : 50 voti                    | 19 dicembre 1981 | 17 dicembre 1985 |
| II          | Antonio Rosón Pérez        | 1º turno : 31 voti 2º turno : 34 voti | AP      | 19 dicembre 1981                      | 24 aprile 1986   |                  |
| II          | Tomás Pérez Vidal          |                                       | AP      | 1º turno : 34 voti 2º turno : 34 voti | 13 maggio 1986   | 16 gennaio 1990  |
| III         | Victorino Núñez Rodríguez  |                                       | PP      | 1º turno : 38 voti                    | 16 gennaio 1990  | 16 novembre 1993 |
| IV          | Victorino Núñez Rodríguez  | 1º turno : 43 voti                    | PP      | 16 novembre 1993                      | 18 novembre 1997 |                  |
| V           | José María García Leira    |                                       | PP      | 1º turno : 42 voti                    | 18 novembre 1997 | 20 novembre 2001 |
| VI          | José María García Leira    | 1º turno : 41 voti                    | PP      | 20 novembre 2001                      | 18 luglio 2005   |                  |
| VII         | Dolores Villarino Santiago |                                       | PSOE    | 1º turno : 38 voti                    | 18 luglio 2005   | 1º aprile 2009   |
| VIII        | Pilar Rojo                 |                                       | PP      | 1º turno : 38 voti                    | 1º aprile 2009   | 16 novembre 2012 |
| IX          | Pilar Rojo                 | 1º turno : 40 voti                    | PP      | 16 novembre 2012                      | 12 gennaio 2016  |                  |
| IX          | Miguel Ángel Santalices    |                                       | PP      | 1º turno : 41 voti                    | 26 gennaio 2016  | 21 ottobre 2016  |
| X           | Miguel Ángel Santalices    | 1º turno : 41 voti                    | PP      | 21 ottobre 2016                       | in carica        |                  |